# Debora Paglieri
Debora Paglieri (Alessandria, 19 maggio 1966) è un'imprenditrice italiana e amministratore delegato di Paglieri SpA, un'azienda con sede ad Alessandria specializzata in cura della persona, cura della casa e fragranze.

## Biografia
Laureata in lingue e letterature straniere presso l'Università di Genova. Ha poi intrapreso un corso di specializzazione in Chimica e Tecnica Cosmetologica ed ha frequentato la Scuola di Profumeria di Givaudan Roure a Grasse.

## Carriera
Entrata in Paglieri nel 1989, Debora Paglieri ha inizialmente lavorato nell’area tecnica, dove ha creato e successivamente sviluppato il sistema di Controllo Qualità delle materie prime e dei prodotti finiti.
Ha inoltre contribuito all'implementazione del dipartimento Ricerca & Sviluppo con lo scopo di creare nuovi prodotti e migliorare quelli esistenti. Successivamente è passata all’area Produzione concentrandosi sugli adeguamenti necessari per il passaggio dalla piccola alla larga scala dei formulati. Dal 1995 assume il ruolo di coordinamento delle divisioni marketing e ricerca & sviluppo.
Nel 1996 entra nel Consiglio di Amministrazione di Paglieri Profumi S.p.A (oggi Paglieri S.p.A) e nel 2000 diventa responsabile del progetto di sviluppo del canale della profumeria selettiva attraverso i nuovi marchi Aquolina e successivamente Pink Sugar. Nello stesso anno viene nominata presidente di Selective SpA.
Nel 2007 ha ricevuto il premio per l'impegno imprenditoriale e il progresso economico dalla Camera di Commercio per l'Industria di Alessandria.
Nel 2008 è stata insignita del premio "Imprenditore dell'anno" dalla Camera di Commercio di Alessandria.
Nel 2010 Debora Paglieri è stata insignita dell'“Oscar Provinciale del Successo per l'Industria Cosmetica” con il patrocinio della Camera di Commercio di Alessandria.
Nel 2011 le viene conferito il titolo onorifico di Cavaliere al Merito del Lavoro dal Presidente della Repubblica Giorgio Napolitano. È inoltre membro del consiglio direttivo della Federazione Piemontese dei Cavalieri del Lavoro. Nello stesso anno riceve il Premio Guido Carli, patrocinato dalla Presidenza del Consiglio dei Ministri.
Nell'ottobre 2012 l'Università degli Studi di Parma le ha conferito il sigillo d'oro dell'Ateneo in occasione della lectio magistralis di apertura della XIII edizione del master in marketing management.
Dal 2013 al 2020 è stata Membro Effettivo della Giuria del Premio Guido Carli e Membro della Fondazione Guido Carli.
Debora Paglieri è membro del Consiglio Direttivo della Camera di Commercio di Alessandria e Asti.
È inoltre membro del Consiglio Direttivo di Assocasa, di Centromarca e di UPA, di cui è anche Vice Presidente. È altresì Consigliere di Amministrazione di AudiOutdoor.
Nel 2023 ha ricevuto l'onorificenza civica della città di Alessandria: il Gagliaudo d'Oro per il suo impegno nel campo dell'industria. Debora Paglieri è attualmente Amministratore Delegato di Paglieri S.p.A, Amministratore Delegato di Selectiva S.p.A, Amministratore Delegato della Società Immobiliare del Gruppo Paglieri e Amministratore Delegato di Agopag S.p.A. La sua azienda, Paglieri S.p.A, è una storica azienda familiare con sede ad Alessandria, Italia, fondata nel 1876 che esporta in più di 50 paesi ed i suoi marchi includono Felce Azzurra, Cléo, Labrosan, Mon Amour e SapoNello. Nel 2001 nasce Selectiva S.p.A con i marchi Aquolina, Pink Sugar e Paglieri 1876.
Dal 2010 Paglieri Spa è proprietaria di Schiapparelli Farmaceutici e da dicembre 2022 di Agopag Spa.

## Attività pubbliche
Debora Paglieri è una Grande Donatrice della Fondazione Rotary (III livello) ed è stata Past President del Rotary Club Alessandria.
È inoltre Socio Fondatore della Fondazione Cavour di Torino e siede nel Consiglio di Amministrazione.

## Vita privata
Debora Paglieri ha una figlia, Ginevra Rossello Paglieri.